# Neuropeptide
Neuropeptide sind Peptide, die in Nervengewebe vorkommen.

## Eigenschaften
Sie dienen als Botenstoffe und werden entweder endokrin als neurosekretorische Peptidhormone oder parakrin als Kotransmitter freigesetzt. Als Hormone erreichen sie die Zielzellen über die Blutbahn. Als Kotransmitter wirken sie als Neuromodulatoren, indem sie die Wirkung der Neurotransmitter modulieren, also unterstützen oder hemmen. Es sind bisher über 100 verschiedene Neuropeptide bekannt. Bekannte Vertreter sind z. B. die Endorphine als körpereigene Opioide.
Die Synthese und der Transport sind im Gegensatz zu niedermolekularen Botenstoffen eher langsam und träge. Die Neuropeptide werden an den Ribosomen im Perikaryon synthetisiert und nicht – wie bei niedermolekularen Botenstoffen – im Axon.
Kotransmitter binden zudem nicht direkt an Ionenkanäle und verändern somit auch nicht die Spannung der postsynaptischen Membran, sondern wirken über Rezeptoren auf Zellfunktionen und auf die Zellstruktur der postsynaptischen Zielzelle.

## Neurosekretorische Peptidhormone

### Beispiele
- ACTH – regt an der Nebennierenrinde die Ausschüttung der Glucocorticoide an und ist im Gehirn über die Melanocortinrezeptoren an der Regulation vegetativer Funktionen beteiligt.
- Angiotensin II – beteiligt an Regulation des Blutdrucks und des Wasserhaushaltes
- Antidiuretisches Hormon (ADH, Vasopressin) – „Dursthormon“, bewirkt vermehrte Rückresorption von Wasser durch die Niere. Zentral begrenzt es den Fieberanstieg.
- Bombesin – regt Sekretion verschiedener Botenstoffe des Magen-Darm-Trakts an
- Bradykinin – wirkt histaminähnlich, beteiligt am Entzündungsgeschehen
- Calcitonin Gene-Related Peptide (CGRP) – stärkster zurzeit bekannter endogener Vasodilatator
- Cholecystokinin – Hormon des Magen-Darm-Trakts, stimuliert Motilität und Sekretion
- Galanin – regulierendes Hormon (Freisetzung verschiedener Neurotransmitter und Hormone, Motilität des Magen-Darm-Trakts)
- Motilin – wirkt anregend auf die Motorik des Magen-Darm-Trakts
- Neurotensin – hemmt Magensäuresekretion, stimuliert Darmkontraktion und Glucagonfreisetzung
- Oxytocin – bewirkt Kontraktionen der Gebärmuttermuskulatur und Entleerung der Milchdrüse und hat auch Einfluss auf das Verhalten.
- Prolactin – fördert das Wachstum der Brustdrüse und die Milchproduktion
- Sekretin – regt die Natriumhydrogencarbonat-Produktion in Pankreas, Galle und Dünndarm an
- Somatostatin – parakrine Funktion in der Bauchspeicheldrüse, hemmt Ausschüttung von Glucagon und Insulin
- Thyreotropin (TSH) – stimuliert Hormonproduktion in der Schilddrüse
- Vasoaktives intestinales Peptid (VIP) – gastrointestinales Peptid-Hormon, bewirkt eine Vasodilatation und hemmt die Magensäureproduktion

## Kotransmitter

### Beispiele
Folgende Liste zeigt eine Auswahl an Neurotransmittern und einige mit ihnen vorkommenden Peptid-Kotransmitter.
- Kotransmitter von Noradrenalin
  - Neuropeptid Y – zahlreiche Funktionen im Gehirn, unter anderem Steuerung von Hunger und Angst, Kontrolle epileptischer Krämpfe, Regulation der Magen-Darm-Motorik
  - Dynorphine, Endorphine, Enkephaline – körpereigene Botenstoffe zur Schmerzregulation, siehe auch Opioidpeptide
- Kotransmitter von GABA
  - Somatostatin
  - Neuropeptid Y
  - Cholezystokinin
- Kotransmitter von Acetylcholin
  - Substanz P – Neurotransmitter bei Schmerzrezeptoren
  - VIP
- Kotransmitter von Adrenalin
  - Neuropeptid Y
- Weitere Kotransmitter
  - Melanozytenstimulierende Hormone – sind im Gehirn über die Melanocortinrezeptoren an der Regulation vegetativer Funktionen beteiligt, peripher fördern sie die Melaninbildung in der Haut
  - Proctolin – generelle Neurotransmitterwirkung, vor allem bei Insekten